# Sint-Pancratiustoren
De Sint-Pancratiustoren is de overgebleven kerktoren van de Sint-Pancratiuskerk in Hoogeloon in de gemeente Bladel in de Nederlandse provincie Noord-Brabant. De toren staat aan de Torenstraat en heeft rond zich nog het oude kerkhof.
De kerk was opgedragen aan Sint-Pancratius. De toren is een rijksmonument.

## Geschiedenis
De toren is gebouwd omstreeks 1400.
In de vijftiende eeuw werd de Sint-Pancratiuskerk gebouwd.
In 1924 werd er een nieuwe Sint-Pancratiuskerk die ongeveer 140 meter zuidwestelijker van de toren werd gebouwd elders in het dorp.
In 1926 is de oude Sint-Pancratiuskerk afgebroken waarbij de toren bleef staan.

## Opbouw
De vierkante bakstenen toren is in een sobere bouwstijl opgetrokken en is een goed voorbeeld van Kempense gotiek. Hij heeft vier geledingen met haakse op elkaar gestelde steunberen met op de top een ingesnoerde torenspits. Bovenin lopen de versmalde steunberen in de bovenste geleding door tot in met boogfries verbonden lisenen. Aan de noordzijde bevindt zich een vierkante traptoren. Boven de westingang is een rondvenster. In de toren is een tiendklok uit 1435 te vinden, die gegoten is door Jan Zeelstman. Deze klok kondigde de komst van de tiendheffer aan. Een andere klok dateert van 1791.
In de torenmuur is de aansluiting met het schip nog goed te zien.